# Miguel Álvarez Sánchez
Miguel Álvarez Sánchez (* 27. November 1982 in Ourense) ist ein deutsch-spanischer Fußballtrainer und ehemaliger Fußballspieler.

## Werdegang
Miguel Álvarez Sánchez wurde in Spanien geboren und zog als Kind mit seiner Familie nach Versmold im Kreis Gütersloh. Er spielte als Jugendlicher für die Spvg Versmold und als Erwachsener für den SV Häger aus Werther. Ab Mitte der 2010er Jahre arbeitete Alvarez Sánchez als Trainer in Asien. Zunächst war er Co-Trainer bei den saudi-arabischen Clubs al-Nasr FC und al-Fateh SC und hatte weitere Stationen in den Vereinigten Staaten und Spanien, bevor er in der Saison 2017/18 mit dem TC Sports Club Vizemeister auf den Malediven wurde. Anschließend kehrte Álvarez Sánchez nach Saudi-Arabien zurück und wurde Co-Trainer des Khaleej Club, bevor er Anfang 2019 Co-Trainer beim al-Nasr Sports Club in Dubai wurde. Es folgten Engagements als Co-Trainer beim al-Fujairah SC in den Vereinigten Arabischen Emiraten und dem Al-Adalah FC in Saudi-Arabien. Im März 2022 wurde er Co-Trainer bei Surkhon Termez in Usbekistan und wurde im September des gleichen Jahres zum Cheftrainer befördert.
Miguel Álvarez Sánchez ist verheiratet und hat zwei Töchter.